# Ferro-pedrizite
La ferro-pedrizite (simbolo IMA: Fopd) è un rarissimo minerale del supergruppo dell'anfibolo, all'interno del quale viene collocato nel "gruppo degli anfiboli con W(OH,F,Cl)-dominante" e da lì al sottogruppo degli anfiboli di litio dove occupa un posto nel "gruppo contenente la radice pedrizite nel nome"; essendo un anfibolo, appartiene agli inosilicati e pertanto alla famiglia minerale dei "silicati", e possiede composizione chimica NaLi2(Fe2+2Al2Li)Si8O22(OH)2.
La ferro-pedrizite è definita con:
- catione sodio dominante in posizione A
- catione ferro ferroso Fe2+ dominante in posizione C2+
- catione alluminio Al3+ dominante in posizione C3+
- anione idrossile OH dominante in posizione W.

## Etimologia e storia
La ferro-pedrizite è stata scoperta nella zona di Sangilen Upland, nella valle di Sutlug, bacino del fiume Targi (repubblica di Tuva, in Russia).
Il nome ferropedrizite era stato utilizzato per un ipotetico anfibolo con formula Li2(LiFe2+2Fe3+Al)Si8O22(OH)2, ma il nome ha subito una leggera modifica con la ridefinizione del supergruppo degli anfiboli del 2012.

## Classificazione
La classica nona edizione della sistematica dei minerali di Strunz, aggiornata dall'Associazione Mineralogica Internazionale (IMA) fino al 2009, elenca la ferro-pedrizite con il nome ferropedrizite e la colloca nella classe "9. Silicati (germanati)" e da lì nella sottoclasse "9.D Inosilicati"; questa viene suddivisa più finemente in base alla struttura cristallina del minerale in modo tale che la ferro-pedrizite possa essere trovata nella sezione "9.DE Inosilicati con catene doppie di periodo 2, Si4O11; clinoanfiboli" dove forma il sistema nº 9.DE.05.
Anche nell'edizione successiva, proseguita dal database "mindat.org" e chiamata Classificazione Strunz-mindat, la ferro-pedrizite viene elencata nelle stesse classe, sottoclasse e sezione, ma viene smistata nel sistema nº 9.DE.25.

## Abito cristallino
La ferro-pedrizite cristallizza nel sistema monoclino nel gruppo spaziale C2/m (gruppo nº 12) con le costanti di reticolo a = 9,3716(4) Å, b = 17,649(1) Å, c = 5,2800(6) Å e β = 102,22(1)°, oltre ad avere 2 unità di formula per cella unitaria.

## Origine e giacitura
La ferro-pedrizite è stata scoperta nella pegmatite associata a quarzo, albite, microclino, spodumene, cassiterite, berillo, columbite-(Mn), clinofergusonite-(Y), fluorapatite, sciorlite, trilitionite e fluorite.
Il minerale è rarissimo ed è stato trovato solo nella sua località tipo, la zona di Sangilen Upland, nella repubblica di Tuva (Russia).

## Forma in cui si presenta in natura
La ferro-pedrizite è stata trovata sotto forma di cristalli aciculari o prismatici allungati lunghi fino a 50 mm. Il minerale è trasparente con lucentezza vitrea; il colore va dal grigio-blu scuro al blu-violetto, mentre quello del suo striscio è grigio pallido.